# جان ایلسلی
جان ایلسلی (انگلیسی: John Illsley؛ زادهٔ ۲۴ ژوئن ۱۹۴۹) موسیقی‌دان اهل انگلستان است. او از سال ۱۹۶۶ میلادی تاکنون مشغول فعالیت بوده و بیشتر به‌عنوان نوازندهٔ گیتاربیس و یکی از پایه‌گذاران گروه موسیقی راک دایر استریتس شناخته می‌شود.